# El Lute/Gotta Go Home
El Lute/Gotta Go Home è un singolo doppio lato A pubblicato nel 1979 del gruppo tedesco Boney M. Era il singolo principale del loro quarto album in studio Oceans of Fantasy.
Il singolo fu il primo dei Boney M. a non raggiungere la top ten nel Regno Unito, raggiungendo il numero 12. Per contro, raggiunse la posizione numero 1 nella Eurochart Hot 100 Singles

## Descrizione

### El Lute
El Lute racconta la storia del fuorilegge spagnolo Eleuterio Sánchez, che era ancora in prigione quando la canzone è stata prodotta. La canzone riporta la sua affermazione di essere stato condannato ingiustamente per omicidio e collega la sua liberazione dalla prigione alla liberazione del suo paese dall'oppressione dopo il governo di Francisco Franco. Durante una visita promozionale in Spagna, i Boney M. incontrarono Sánchez e gli regalarono il disco d'oro ottenuto per le vendite del singolo. Liz Mitchell in seguito pubblicò una versione del brano nell'album No One Will Force You intitolata "Mandela" con il testo modificato per descrivere la vita di Nelson Mandela, che all'epoca era ancora in prigione.

### Gotta Go Home
Gotta Go Home è una riscrittura di un singolo tedesco dal titolo Hallo Bimmelbahn dei Nighttrain. Nel 2010 è stato campionato nel brano "Barbra Streisand" dei Duck Sauce.